# Malikoppa, Tarikere
Malikoppa là một làng thuộc tehsil Tarikere, huyện Chikmagalur, bang Karnataka, Ấn Độ.